# Монте Гримано Терме
Мо̀нте Грима̀но Тѐрме (на италиански: Monte Grimano Terme, на местен диалект Mungrimèn, Мунгримен) е село и община в Централна Италия, провинция Пезаро и Урбино, регион Марке. Разположено е на 536 m надморска височина. Населението на общината е 1213 души (към 2010 г.).